# Copa Italia 2020-21 (rugby)
La Copa Italia de 2020-21 fue la 33.ª edición de la copa nacional de Italia.
Luego de disputarse tres encuentros, el torneo fue cancelado debido a la pandemia de COVID-19 en Italia.

## Desarrollo

### Grupo A
| Pos. | Equipo           | Encuentros | Encuentros | Encuentros | Encuentros | Tantos | Tantos | Tantos | PB | Puntos |
| Pos. | Equipo           | PJ         | PG         | PE         | PP         | F      | C      | Dif    | PB | Puntos |
| ---- | ---------------- | ---------- | ---------- | ---------- | ---------- | ------ | ------ | ------ | -- | ------ |
| 1.º  | Valorugby Emilia | 1          | 1          | 0          | 0          | 37     | 24     | +13    | 1  | 5      |
| 2.º  | Rugby Lyons      | 0          | 0          | 0          | 0          | 0      | 0      | 0      | 0  | 0      |
| 3.º  | Mogliano         | 0          | 0          | 0          | 0          | 0      | 0      | 0      | 0  | 0      |
| 4.º  | Rovigo           | 0          | 0          | 0          | 0          | 0      | 0      | 0      | 0  | 0      |
| 5.º  | Viadana          | 1          | 0          | 0          | 1          | 13     | 37     | -24    | 0  | 0      |

### Grupo B
| Pos. | Equipo          | Encuentros | Encuentros | Encuentros | Encuentros | Tantos | Tantos | Tantos | PB | Puntos |
| Pos. | Equipo          | PJ         | PG         | PE         | PP         | F      | C      | Dif    | PB | Puntos |
| ---- | --------------- | ---------- | ---------- | ---------- | ---------- | ------ | ------ | ------ | -- | ------ |
| 1.º  | Petrarca Padova | 1          | 1          | 0          | 0          | 53     | 12     | +41    | 1  | 5      |
| 2.º  | Fiamme Oro      | 1          | 1          | 0          | 0          | 22     | 16     | +6     | 0  | 4      |
| 3.º  | Colorno Rugby   | 2          | 0          | 0          | 2          | 28     | 75     | -47    | 1  | 1      |
| 4.º  | Calvisano       | 0          | 0          | 0          | 0          | 0      | 0      | 0      | 0  | 0      |
| 5.º  | SS Lazio Rugby  | 0          | 0          | 0          | 0          | 0      | 0      | 0      | 0  | 0      |

|  | Finalistas. |